# Avenida de América (metrostation)
Avenida de América is een metrostation in het stadsdeel Chamartin van de Spaanse hoofdstad Madrid. Het station wordt bediend door de lijnen 4, 6, 7 en 9 van de metro van Madrid.

## Geschiedenis
Op 26 maart 1973 werd het station geopend in het kader van de verlenging van lijn 4 ten noorden van Diego de León. Bij de bouw was al rekening gehouden met de komst van nog meer lijnen. Lijn 4 is de bovenste van de metrolijnen op niveau -4 en de andere delen van het station werden achtereenvolgens geopend afhankelijk van de opening van de betreffende lijnen. 
Zo werd het station op 17 maart 1975 het westelijke eindpunt van lijn 7 die op die dag werd doorgetrokken vanaf Pueblo Nuevo. De perrons kwamen op niveau -6 en werden ingedeeld volgens de Spaanse methode, zij het met een scheidingswand op het middenperron met doorgangen tussen de beide kanten. De zijperrons zijn hier voor de instappers, het middenperron  is voor de uitstappers. Aanvankelijk werd, gezien het geringe reizigersaanbod, slechts een van de sporen gebruikt.
Op 11 oktober 1979 werd het eerste deel van de ringlijn geopend en daarmee kwamen ook de perrons op niveau -5 in bedrijf. Ook hier is de Spaanse methode toegepast echter zonder scheidingswand en onder een gewelf.
Op 23 december 1983 werd de toenmalige lijn 8 ten zuiden van Nuevos Ministerios doorgetrokken via een enkelsporige diensttunnel naar de perrons van lijn 7. Omdat dit het eindpunt was van lijn 7 kon een van de beide sporen gebruikt worden door lijn 7 en het andere door lijn 8 waarbij de overstappers via de doorgangen op het middenperron van lijn konden wisselen. Een week later volgde de opening van de perrons op niveau -7 toen het station het zuidelijke eindpunt werd van lijn 9B. Op 24 februari 1986 werden het zuidelijke (9A) en noordelijke deel (9B) van lijn 9 samengevoegd en was er geen sprake meer van een gesplitste lijn. 
Op 16 december 1996 werd de dienst van de toenmalige lijn 8 door de diensttunnel beëindigd in verband met de verlenging van lijn 7 richting het centrum en de koppeling van de toenmalige lijn 8 aan lijn 10, met het gezamenlijke lijnnummer 10. Deze samenvoeging kreeg z'n beslag op 22 januari 1998 en op 13 maart 1998 was ook de verlenging van lijn 7 naar het westen een feit. Zodoende werd de overstap tussen beide lijnen verplaatst naar Gregorio Marañón. De diensttunnel wordt sindsdien gebruikt voor intern vervoer. 
In 1997 werd begonnen met de bouw van een ondergronds busstation onder de Avenida de América waarin de oorspronkelijke stationshal van het metrostation werd opgenomen. Het busstation werd in 2000 geopend als tweede, na Moncloa, ondergrondse busstation van Madrid. Het busstation kent drie verdiepingen; op niveau -1 zijn de loketten, de winkels en de haltes van de langeafstandsbussen. Op niveau -2 zijn de haltes van de stadsbussen en op niveau – 3 liggen de haltes van de streekbussen, winkels en de stationshal van de metro. Het hele busstation is rolstoeltoegankelijk dankzij de liften, deze komen echter niet onder niveau -3. Voor het metrostation betekende dit dat de oorspronkelijke toegang uit 1973 aan de oneven kant van de Avenida de América werd vervangen door een toegang via het nieuwe stationsgebouw, de toegang aan de even kant bleef gehandhaafd. 

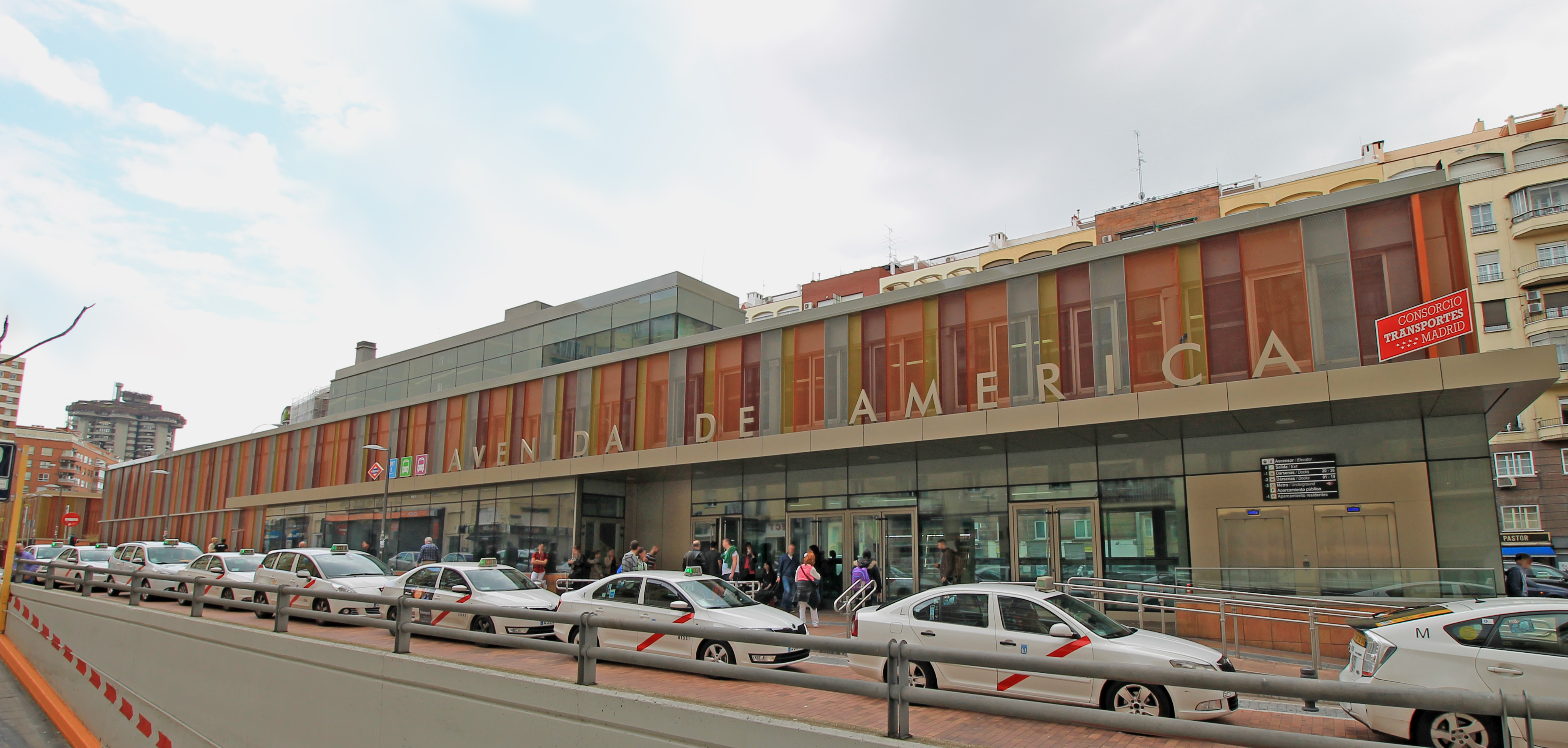
Het stationsgebouw aan de Avenida de América
Ligging van de metrolijnen bij de Avenida de América

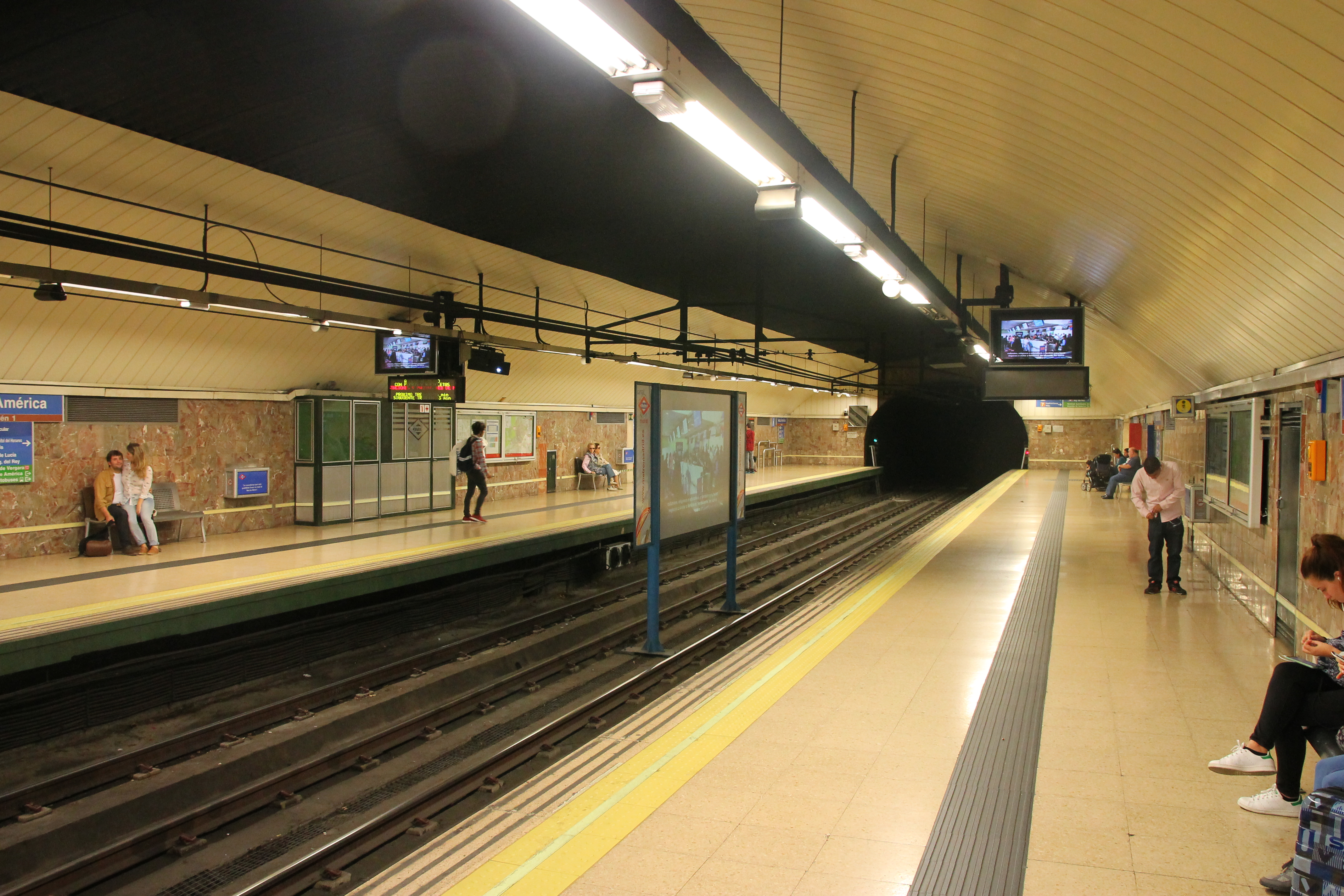
Sporen en perrons van lijn 4
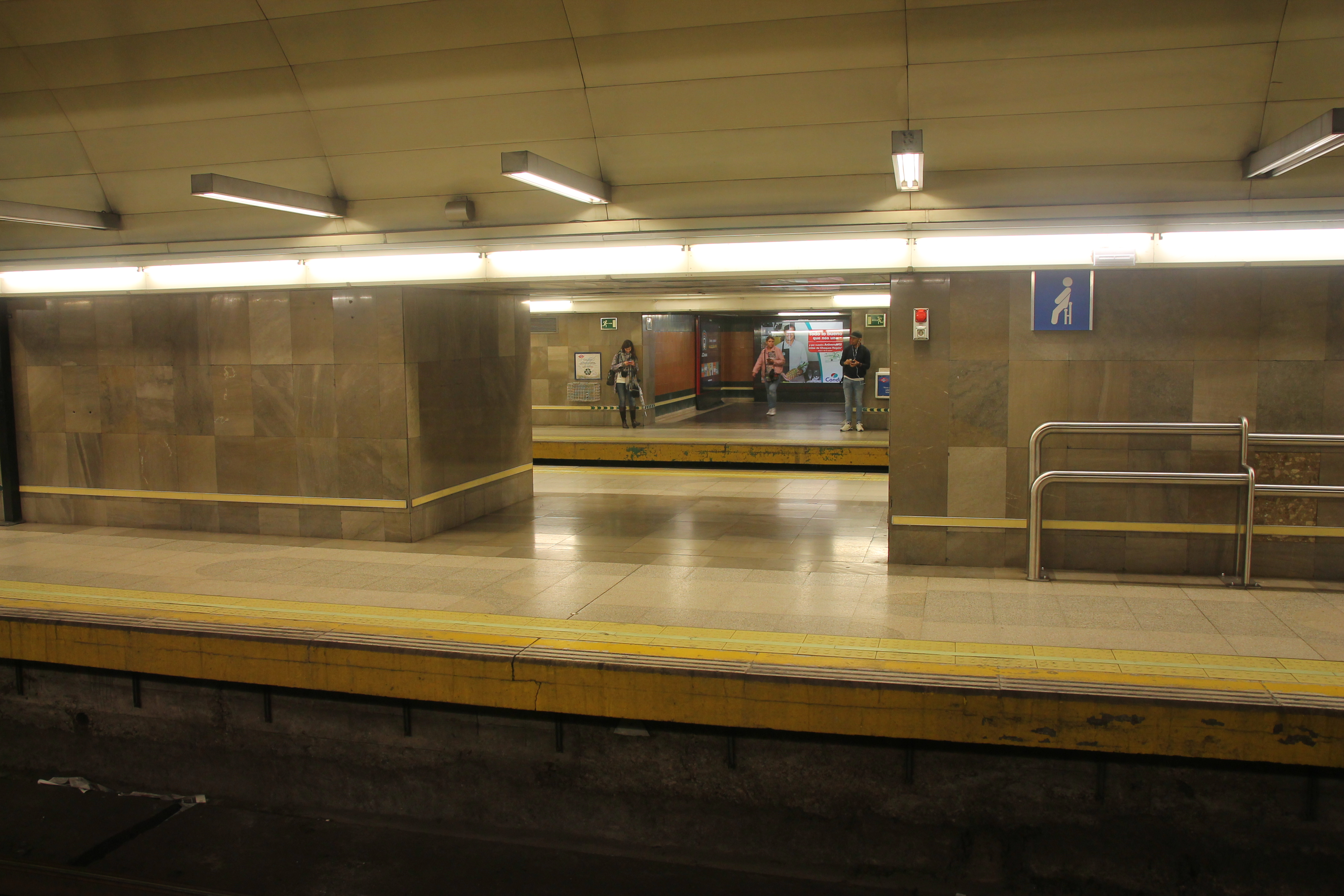
Een van de doorgangen van lijn 7
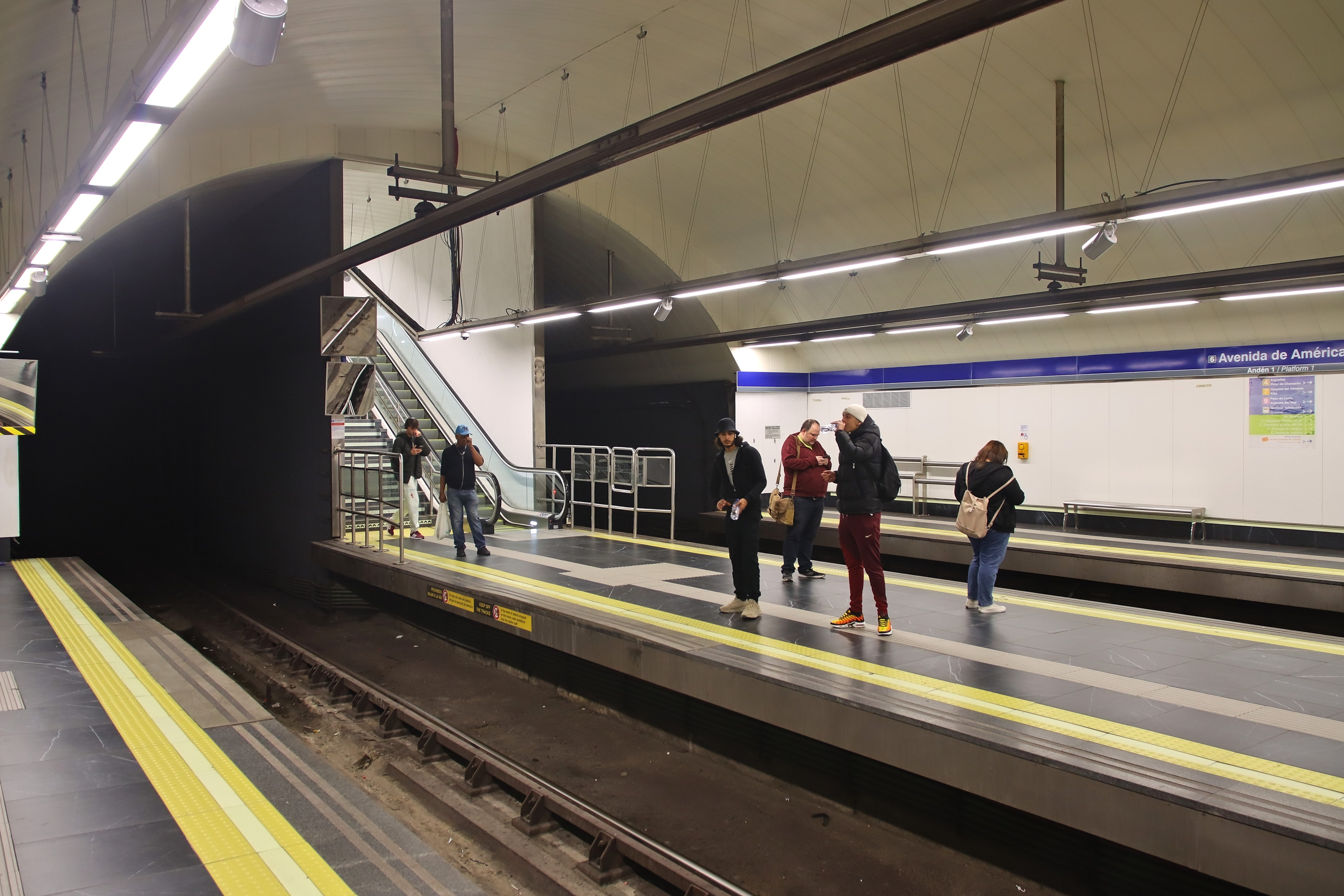
Sporen en perrons van lijn 6